# 韋羅薩
韋羅薩是瑞士的城鎮，位於該國南部，由瓦萊州負責管轄，面積14.28平方公里，海拔高度811米，2011年人口612，八成半人口信奉羅馬天主教，人口密度每平方公里43人。

## 外部連結
- Official website （页面存档备份，存于） （法文）